# Сидоренко Андрій Михайлович
Андрій Михайлович Сидоренко (народився 22 липня 1959 у м. Чебаркуль, СРСР) — білоруський хокеїст, захисник. Головний тренер «Спартак» (Москва). Заслужений тренер Республіки Білорусь.

## Біографія
Народився 22 липня 1959 у м. Чебаркуль, СРСР. На початку 1960-х років родина Сидоренків переїхала у м. Челябінськ. Він рано став на ковзани і вже у вісім років займався у школі челябінського «Трактора». Вже у 17 років виступав за команду майстрів. У 20 років став чемпіоном світу в складі молодіжної збірної СРСР, потім декілька років грав за другу збірну країни. За 14-річну професіональну кар'єру виступав за «Трактор» (Челябінськ), «Динамо» (Москва), «Металург» (Череповець), «Динамо» (Мінськ). Через важку травму хребта завершив кар'єру гравця вже у 31 рік.
Практично відразу ж став тренером. Починав у Новополоцьку. З 1993 по 1996 роки працював головним тренером мінського «Тівалі» і національної збірної Білорусі. Потім, після стажування у Фінляндії у Володимира Юрзинова, поїхав до Польщі, де за короткий час перетворив середнячка «Унію» (Освенцім) в один із найкращих клубів країни. Очолював національну збірну Польщі.
Потім працював із хабаровським «Амуром», новокузнецьким «Металургом», хокейним клубом «Дмитров» і мінським «Динамо», з яким виграв бронзу чемпіонату Росії у Вищій лізі і чемпіонату Білорусі відповідно. Потім очолював пензенський «Дизель», з яким він дійшов до півфіналу плей-оф Вищої ліги, де поступився у чотирьох матчах фавориту сезону «Югрі» (Ханти-Мансійськ) (1:4, 2:4, 4:1, 1:2 от). «Дизель» став бронзовим призером турніру. З 21 квітня по 8 жовтня 2010 року працював головним тренером челябінського «Трактора».
Закінчив Челябінський інститут фізкультури. Одружений, двоє дітей. Його син Максим запрошувався до юніорської і молодіжної збірних Білорусі, нині працює хокейним арбітром.